# Rue du Petit-Hurleur

La rue du Petit-Hurleur est une ancienne rue de Paris, aujourd'hui disparue. Elle était située dans le quartier de la Porte-Saint-Denis de l'ancien 6e arrondissement (actuellement 3e arrondissement). 

## Situation
La rue appartenait juste avant la Révolution française à la paroisse Saint-Leu.
Pendant la Révolution française, elle fait partie de la section des Amis-de-la-Patrie, qui devient le quartier de la porte Saint-Denis lors de la création de l'ancien 6e arrondissement en 1795,.
C'était l'une des voies les plus sales, les plus étroites et les plus dégoutantes de Paris où étaient cantonnées quelques prostituées.
La rue commençait rue Bourg-l'Abbé (supprimée dans les années 1850 lors du percement du boulevard Sébastopol) et se terminait rue Saint-Denis. Elle reliait la rue du Petit-Lion (aujourd'hui rue Tiquetonne) et la rue Neuve-Bourg-l'Abbé (aujourd'hui rue du Bourg-l'Abbé). Aucune rue n'y aboutissait.

## Origine du nom
Son nom provient peut-être d'un propriétaire, le chevalier Hugues-Loup (Heu-Leu). On retrouve la même origine dans la rue du Grand-Hurleur.

## Historique
La rue faisait autrefois partie du Bourg-l'Abbé. De 1242 à 1540, elle est connue sous le nom de « rue Palée » ou « rue Jean-Palée », du nom du fondateur de l'hôpital de la Trinité tout proche. Sa dernière dénomination est probablement influencée par la rue du Grand-Hurleur, également disparue.
Elle est citée dans un manuscrit de l'abbaye Sainte-Geneviève de 1450 sous le nom de « rue de Hulleu ».
Elle figure sur le plan de Mérian (1615) sous le nom de « rue du Petit Heulé » avant d'être citée sous celui de « rue du Petit Heuleu » dans un manuscrit de 1636 dont le procès-verbal de visite, en date du 22 avril 1636, indique qu'elle est « orde, boueuse, avec plusieurs taz d'immundices ».
Elle est supprimée lors du percement du boulevard Sébastopol et de la rue de Turbigo, voies déclarées d'utilité publique en 1854. Les 23-29, rue de Turbigo ont été construits à son emplacement.